# Aulacodes hirsuta
Aulacodes hirsuta là một loài bướm đêm trong họ Crambidae.